# عمار الشمالي
عمار الشمالي لاعب كرة قدم سوري سابق ومدرب حالي لنادي الوثبة الحمصي الذي ينافس في الدوري السوري الممتاز.

## الشهادات التدريبية
- شهادة الاتحاد الدولي

- شهادة الاتحاد الآسيوي A ,B,C
- شهادات الاتحاد السوري

## إنجازاته مع الأندية التي دربها
- مصفاة بانياس:

-بطل الدوري السوري الدرجة الأولى2011
- وصيف كأس سوريا2014
- تشرين:

- وصيف الدوري السوري الممتاز 2017

## وصلات خارجية
- عمار الشمالي على موقع عالم كرة القدم.نت (الإنجليزية)